# المصرف العراقي للتجارة

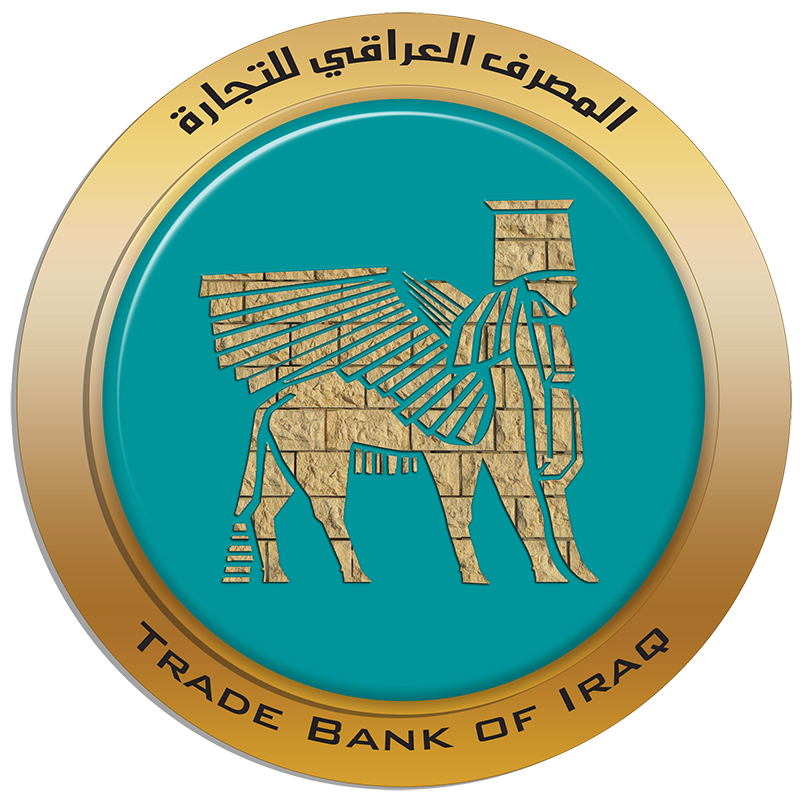

المصرف العراقي للتجارة (بالإنجليزية: TBI)‏ مصرف عراقي حكومي، تأسس عام 2003 في بغداد.

## نبذة تاريخية
تأسس المصرف العراقي للتجارة في شهر تموز 2003 ككيان حكومي مستقل لغرض تسهيل استيراد وتصدير السلع والخدمات من وإلى العراق خدمة للاقتصاد الوطني وإعادة تأهيل البلاد بعد انتهاء العمل ببرنامج النفط مقابل الغذاء التابع للأمم المتحدة ولتلبية الحاجات الإنسانية للعراق وإعادة بناء الاقتصاد العراقي وإصلاح البنى التحتية ولأغراض أخرى تعود بالفائدة للشعب العراقي آخذين بنظر الاعتبار الأهمية الاقتصادية للتجارة في إعادة تنشيط الاقتصاد العراقي وتحفيزه لتحقيق نمو طويل الأمد.
في شهر تشرين الثاني من عام 2003 بدأ المصرف عمله كمصرف حكومي مستقل برأسمال قدره 1,100,000 مليون ومائة ألف دولار أمريكي وقد ازداد رأسماله المدفوع كما في 30/6/2016 ليصبح 26,475,845,000,000 (ستة وعشرون ترليون وأربعمئة وخمسة وسبعون مليار وثمانمائة وخمسة وأربعون دينار عراقي).
المصرف العراقي للتجارة أحد البنوك الرائدة في الشرق الأوسط في قطاعي التمويل التجاري والاستثماري.
يعد المصرف العراقي للتجارة المصرف الأكثر خبرة وثقة في مجال العمل المصرفي في العراق حيث حقق نموا سريعا منذ تأسيسه ليصبح إحدى المؤسسات الرائدة والفاعلة في القطاع  المصرفي. فقد قام المصرف بإنشاء شبكة واسعة من المصارف المراسلة في العالم وبناء علاقات وطيدة مع المصارف العالمية ذات السمعة الممتازة وبحسب متطلبات العملية المصرفية حيث وصل عدد المصارف المراسلة إلى أكثر من (428) مصرفا متواجدة في (108) مدينة وتغطي (95) دولة في العالم مما وفر له فرصا حقيقية للتواجد عالميا وقدرات تنافسية على توفير مختلف الخدمات المصرفية المتنوعة. 
حقق المصرف العراقي للتجارة نجاحات مبكرة مثل التوقيع على اتفاقيات اطارية مع 26 مؤسسة عالمية لضمان الصادرات إضافة إلى أنه كان من أوائل المصارف العراقية الذي حصل على خطوط ائتمانية من المصارف العالمية الرصينة ذات السمعة الممتازة بالرغم من عدم وجود تصنيف ائتماني لدولة العراق حيث أن هذا الإنجاز يعتبر إنجازا كبيرا بحد ذاته بالنسبة للمصرف يضاف إلى قائمة الإنجازات المهمة والاستراتيجية.
إن العمليات المصرفية التي يقوم بها المصرف العراقي للتجارة متوافقة مع الأصول والأعراف الدولية التي تصدرها غرفة التجارة الدولية ومواكبة لتعليمات وقواعد مكافحة غسيل الأموال حيث شهد المصرف منذ أن باشر أعماله نموا مطردا في حجم تعاملاته المصرفية وأرباحه الصافية حيث بلغت أرباحه الصافية بحدود 385 مليون دولار أمريكي في نهاية العام 2011.

## الجوائز التي حصل عليها المصرف العراقي للتجارة
- 2010 – جائزة أفضل مصرف محلي في العراق بحسب  EMEFINANCE , London
- 2010 – جائزة أفضل مصرف محلي في العراق بحسب Export Group , London
- 2010 – جائزة أفضل مصرف في استمرارية العمل بحسبExport Group , London
- 2010 – جائزة أفضل ثاني مصرف تجاري في الشرق الأوسط Trade and Forfaiting (TFR), London
- 2010 – حصل مصرفنا بالتسلسل 511 ضمن تصنيف أكبر ألف مصرف في العالم من مجلة The Banker وجاء مصرفنا بالتسلسل 51 لمنطقة الشرق الأوسط حسب تصنيف نفس المجلة.
- 2011 – جائزة أفضل ثالث مصرف في العالم في مجال النفط والغاز Trade and Forfaiting (TSR) , London
- 2011 – حصل مصرفنا بالتسلسل 42 ضمن تسلسل أكبر 100 مصرف لمنطقة الشرق الأوسط حسب تصنيف نفس المجلة The Banker  وجاء مصرفنا بالتسلسل 42 ضمن تسلسل أكبر 100 مصرف لمنطقة الشرق الأوسط حسب تصنيف نفس المجلة.
- 2016 – المصرف العراقي للتجارة يفوز بإحدى جوائز التميز والإنجاز المصرفي
- (The Banking Executive Magazine).
- 2017- تسلم المصرف العراقي للتجارة جائزة أفضل حملة إدارية لإطلاق هوية المصرف الجديدة وأفضل مصرف تجاري من مؤسسة The Banker Middle East

## فروع المصرف
يمتلك المصرف العراقي للتجارة حاليا 25 فرع في العراق موزعة بين العاصمة بغداد والبصرة والنجف وأربيل والسليمانية وكربلاء والرمادي وتكريت والناصرية والعمارة والحلة والكوت ودهوك.

## الأرباح
| التاريخ  | الأرباح                                    | هامش  |
| -------- | ------------------------------------------ | ----- |
| عام 2015 | 145 مليار دينار عراقي                      | [ 1 ] |
| عام 2016 | 536 مليار دينار عراقي                      | [ 1 ] |
| عام 2017 | 900 مليار دينار عراقي                      | [ 2 ] |
| عام 2022 | 1,267 ترليون دينار عراقي (867 مليون دولار) |       |

## المدراء
| المدير                      | الفترة                                | ملاحظة                                                                      |
| --------------------------- | ------------------------------------- | --------------------------------------------------------------------------- |
| حمدية محمود الجاف           | 2012- 12 حزيران 2016                  | حكم عليها بالسجن 31 سنة بعده قضايا فساد تسببت بهدر أكثر من 165 مليون دولار. |
| فيصل وسام الهيمص            | 12 حزيران 2016-13 أيلول 2020          |                                                                             |
| سالم جواد الجلبي            | 14 أيلول 2020 - 23 كانون الثاني 2023  |                                                                             |
| بلال صباح حسين الحمداني     | 24 كانون الثاني 2023 - 12 حزيران 2023 |                                                                             |
| محمد محمد جواد كاظم الدليمي | 13 حزيران 2023 - 21 كانون الثاني 2024 |                                                                             |
| بلال صباح حسين حمودي        | 21 كانون الثاني 2024 - حتى الآن       |                                                                             |

## الموقع الرسمي
الموقع الرسمي للمصرف